# Marginella gemma
Marginella gemma is een slakkensoort uit de familie van de Marginellidae. De wetenschappelijke naam van de soort is voor het eerst geldig gepubliceerd in 1850 door A. Adams.
Dit zeeslakje is endemisch in Sao Tomé en Principe.